# Piribebuy
Piribebuy est une ville du département de Cordillera au Paraguay.
Elle aurait été fondée en 1636.
En 2002, sa population était de 19 594 habitants.